# エキサイトバイク ワールドレース
『エキサイトバイク ワールドレース』（EXCITEBIKE WORLD RACE）は、2010年2月2日よりWiiウェアでダウンロード販売開始された任天堂のレースゲーム。アメリカでは2009年11月5日、ヨーロッパでは2010年2月5日に発売。

## 概要
1984年に発売されたファミリーコンピュータ用ソフト『エキサイトバイク』のリメイク作品。操作方法はファミコン版同様の操作とWiiリモコンの傾き検知でバイクの傾きを制御する2つ＋αのモードから選べる。ニンテンドーWi-Fiコネクションを用いて最大4人までのネット対戦が可能。視点はファミコン版の操作では斜め上からの見下ろし型、傾き操作ではクォータービューとなるが、ゴール後のリプレイでは任意の角度から観賞出来る。
ファミコン版にあったコースエディターは健在で、ニンテンドーWi-Fiコネクションを用いてフレンド同士でオリジナルコースを送信し合えるほか、フレンド同士ならオリジナルコースでのネット対戦が可能。
開発が『エキサイト トラック』と同じモンスターゲームズであることから、コース編成やチュートリアル、レース中のコース地形を変形させるトリガーアイテムといった共通点がある。